# جاوفارات جانويراكول
جاوفارات جانويراكول (بالتايلندية: รัตน์ ชาญวีรกุล)‏ من مواليد 7 يونيو 1936 حاصل على شهادة الهندسة من جامعة تاماسات ورجل سياسي تم تعينة رئيسا لمجلس الوزراء بالنيابة خلال الازمة السياسية في عام 2008 وتم تعينة بعد ذلك بمنصب وزير الداخلية حتى الانتخابات التايلاندية في عام 2011.